# Albert Aqarunov
Albert Aqarunoviç Aqarunov (Baku, 25 aprile 1969 – Şuşa, 8 maggio 1992) è stato un militare azero. Prese parte alla prima guerra del Nagorno Karabakh.

## Biografia
Nacque il 25 aprile 1969, da una famiglia ebrea , in un sobborgo nella capitale azera di Baku.
Pur essendo molto interessato alla musica, ha conseguito presso una scuola professionale la qualifica di autista-meccanico.
Fu chiamato a prestare servizio militare nel 1987 in Georgia. Durante il servizio venne promosso a comandante di carri armati.
Nel 1989 fu congedato dall'esercito e ritornò a Baku dove iniziò a lavorare in una fabbrica di metalmeccanica di Surakhani.

### La Guerra del Nagorno-Karabakh e la partecipazione nelle battaglie

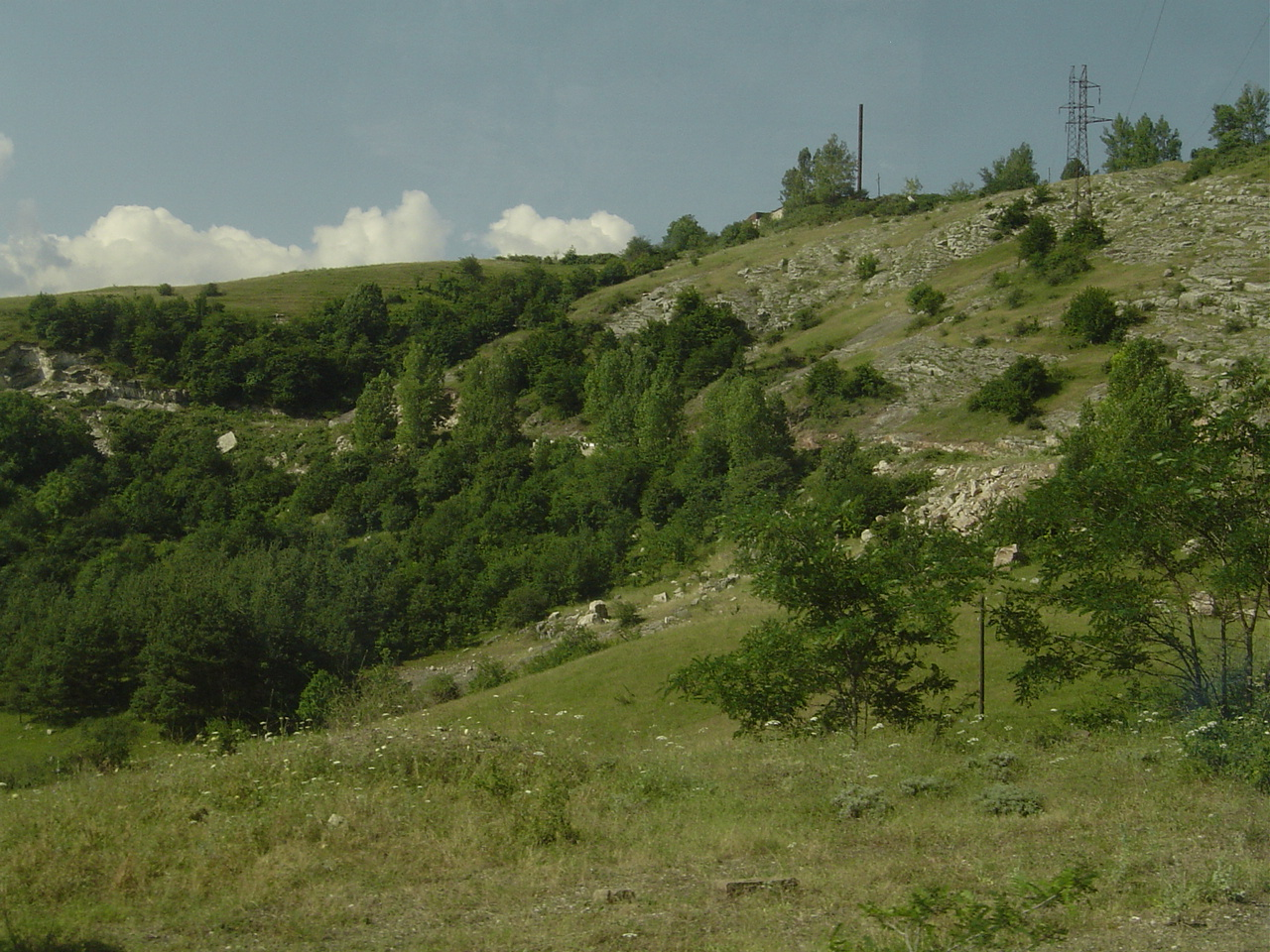
La strada che porta a Şuşa, dove è avvenuto l'incontro tra Avsharian e i serbatoi di Agarunov.

All'inizio della prima guerra del Nagorno Karabakh, Agarunov si offrì come volontario nelle Forze Armate dell'Azerbaigian, ma la sua famiglia non era d'accordo.
Nominato comandante di carro armato, combatté a Şuşa nel battaglione speciale 777 guidato da Elchin Mammadov .
L'8 maggio 1992, Agarunov eliminò un carro armato T-72 armeno 443, guidato da Gagik Avsharyan, mentre tentava di entrare nella città di Şuşa. Il carro armato venne poi riparato dagli armeni.

### La sua morte
L'8 maggio 1992, Agarunov, morì sul campo di battaglia di Şuşa, colpito dal proiettile di un cecchino.
Stando alla testimonianza del Comandante Haji Azimov, Agarunov uscì dalla vettura per spostare un corpo che si trovava di fronte al carro, per poi esser poi colpito a morte da un cecchino armeno. Venne sepolto nel vicolo dei Martiri a Baku.

## Onorificenze
Con il decreto numero 833 del 7 giugno 1992 del Presidente della Repubblica dell'Azerbaigian ad Agarunov fu assegnato il titolo di Eroe Nazionale dell’Azerbaigian.